# Jardin botanique de l'université de Bologne
Le jardin botanique de l'université de Bologne (en italien : Orto Botanico dell'Università di Bologna) est un jardin botanique géré par l'université de Bologne. Il fait partie du sistema museale di ataneo et est situé dans la via Irnerio, 42.

## Historique
Fondé en 1568 par Ulisse Aldrovandi, le jardin botanique de l'université de Bologne est l'un des plus anciens d'Europe, après ceux de Pise, Padoue et Florence, et son histoire est intimement lié au rôle et à l'évolution des études botaniques en Italie. Initialement, il était situé à l'intérieur du Palazzo Pubblico, alors résidence du légat apostolique, dans une cour qui correspond approximativement à l'actuelle Sala Borsa.
Au cours de son histoire, le jardin connait aussi des personnages de grande envergure, comme les frères Bartolomeo et Giacinto Ambrosini, qui  le dirigent successivement de 1620 à 1665. Sous leur direction le jardin  se développe considérablement : un catalogue des plantes cultivées, en 1653, énumère quelque 1 500 espèces différentes. Au XVIIIe siècle, le jardin est dirigé par Giuseppe Monti puis par son frère Gaetano qui entreprennent un important travail de classification des collections. En 1740, le jardin est déplacé de son siège d'origine vers un site plus grand situé proche de la porta Santo Stefano, suivi en 1745, de la construction d'un hybernaculum (it) destiné à protéger les plantes exotiques durant les mois les plus froids. À l'intérieur du palazzo Pubblico est conservée seulement la collection des plantes médicinales. En 1765, le jardin est doté d'un élégant bâtiment de représentation de style néoclassique conçu par l'architecte Francesco Tadolini, dit palazzo delle Stufe ou delle Serre (édifice toujours visible dans la via San Giuliano).
En 1803, l'université achète, une vaste zone essentiellement agricole - située entre la Porta San Donato, Porta Mascarella et via Irnerio – où il est définitivement installé.
Au début du XIXe siècle, Antonio Bertoloni, directeur du jardin de 1817 à 1869, enrichit les collections notamment avec l'introduction de plantes provenant d'Amérique.
Durant, les bombardements de 1944, son orangerie construite durant l'époque napoléonienne est détruite. En état de quasi-abandon, à partir de 1965, il est progressivement restructuré.

## Galérie d'images

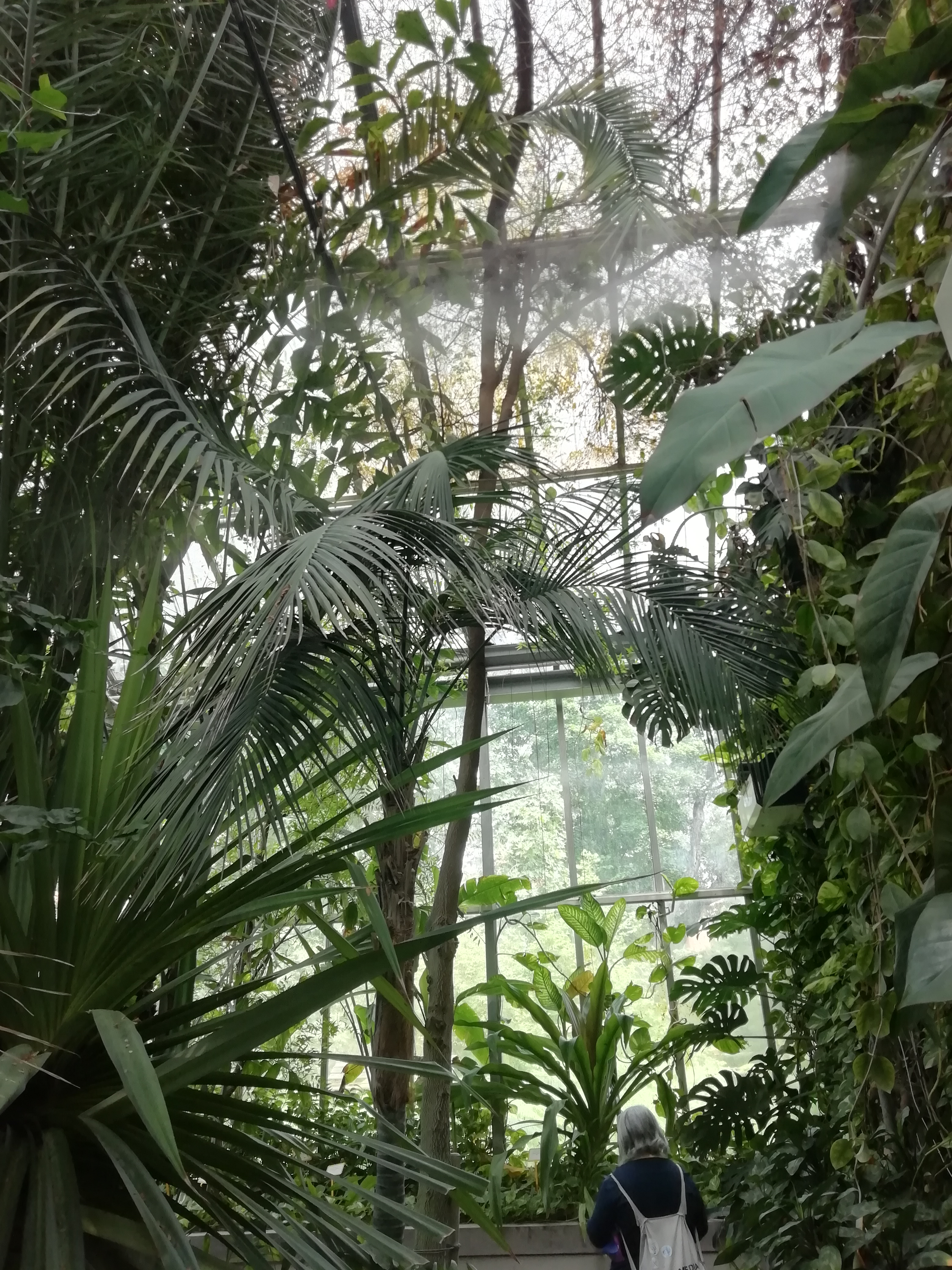
Serre tropicale.
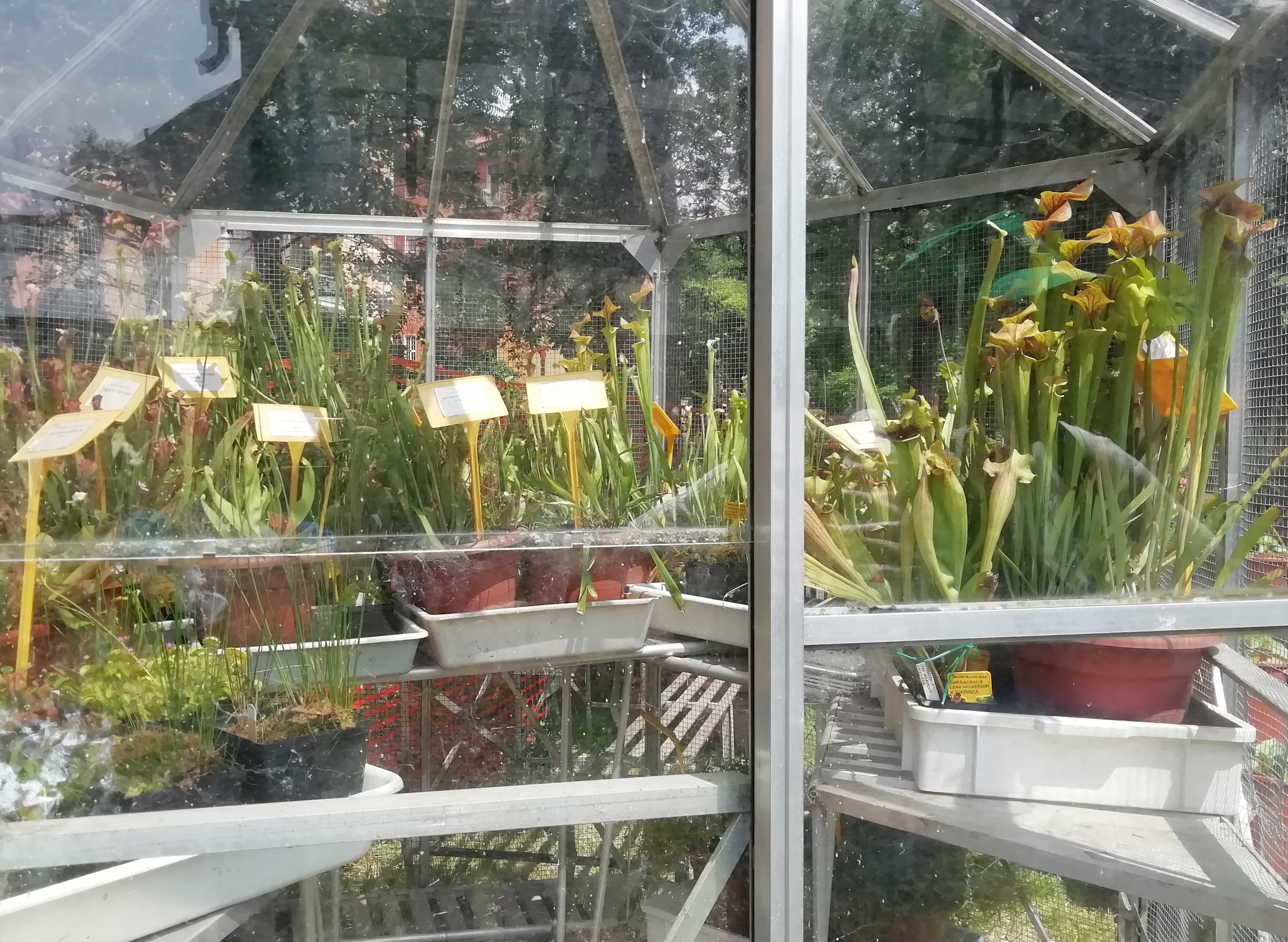
Serre pour les plantes carnivores.
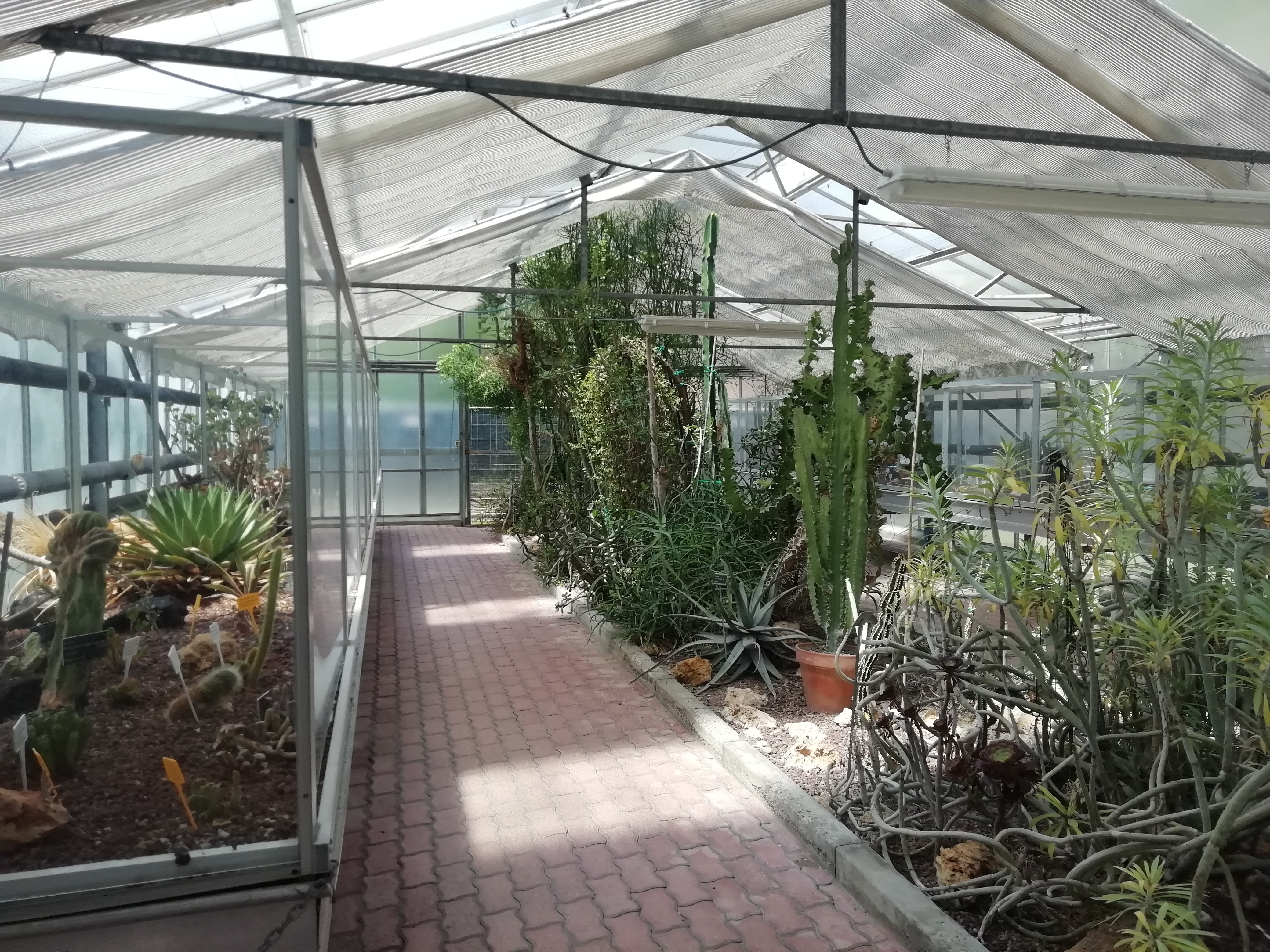
Serre Giuseppe-Lodi, pour les plantes succulentes.
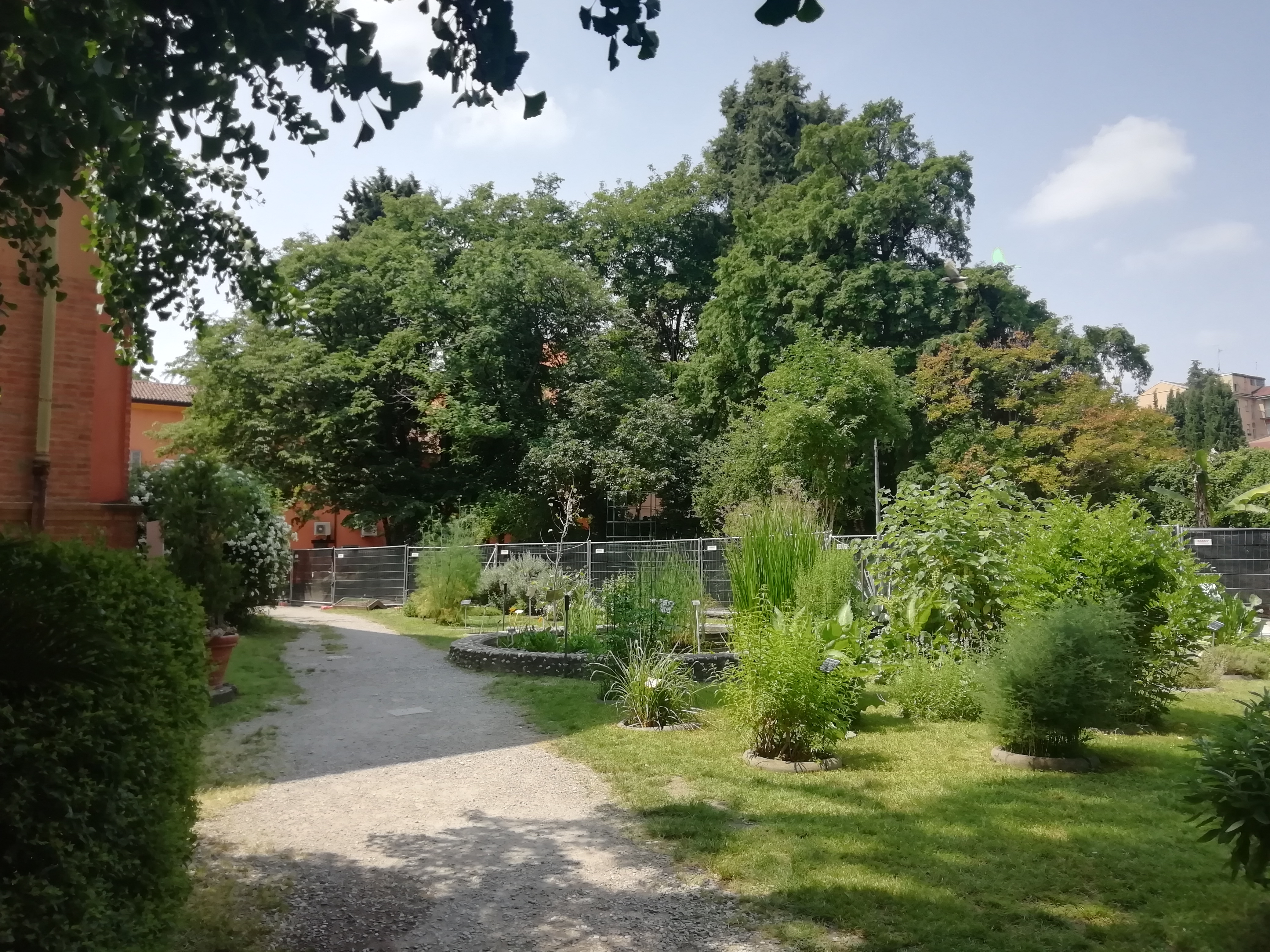
Jardin des simples.
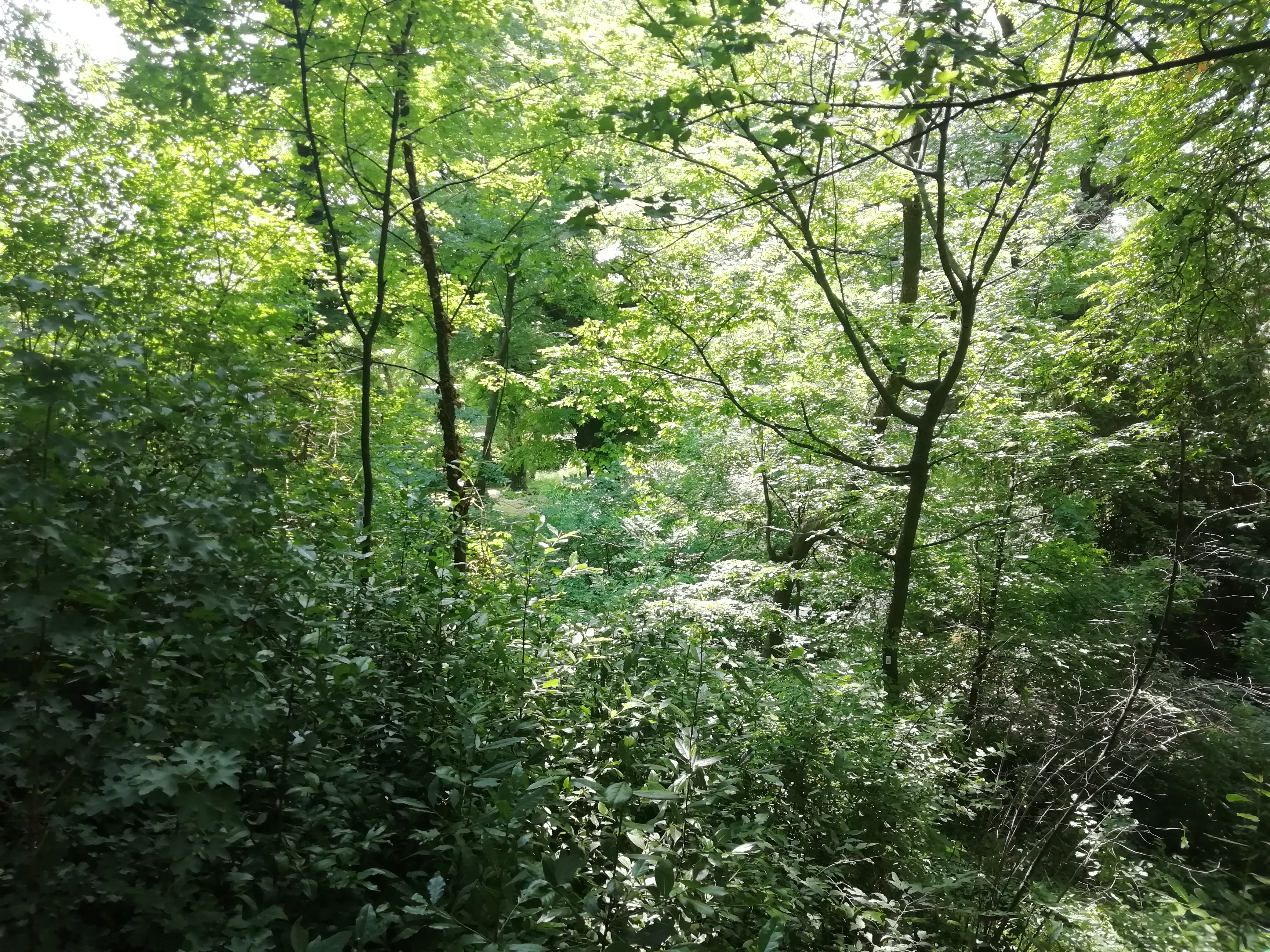
La forêt.
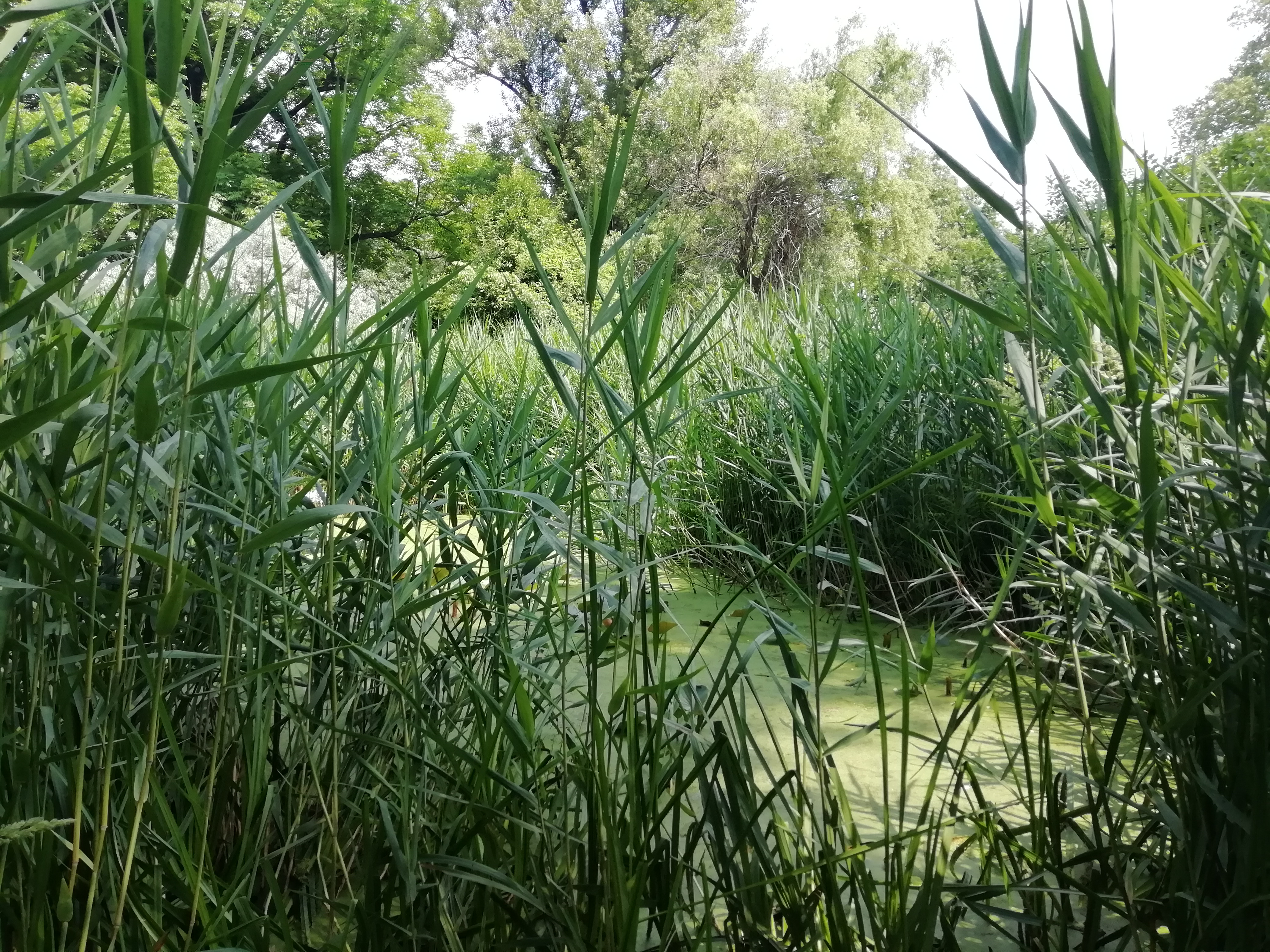
L'étang.
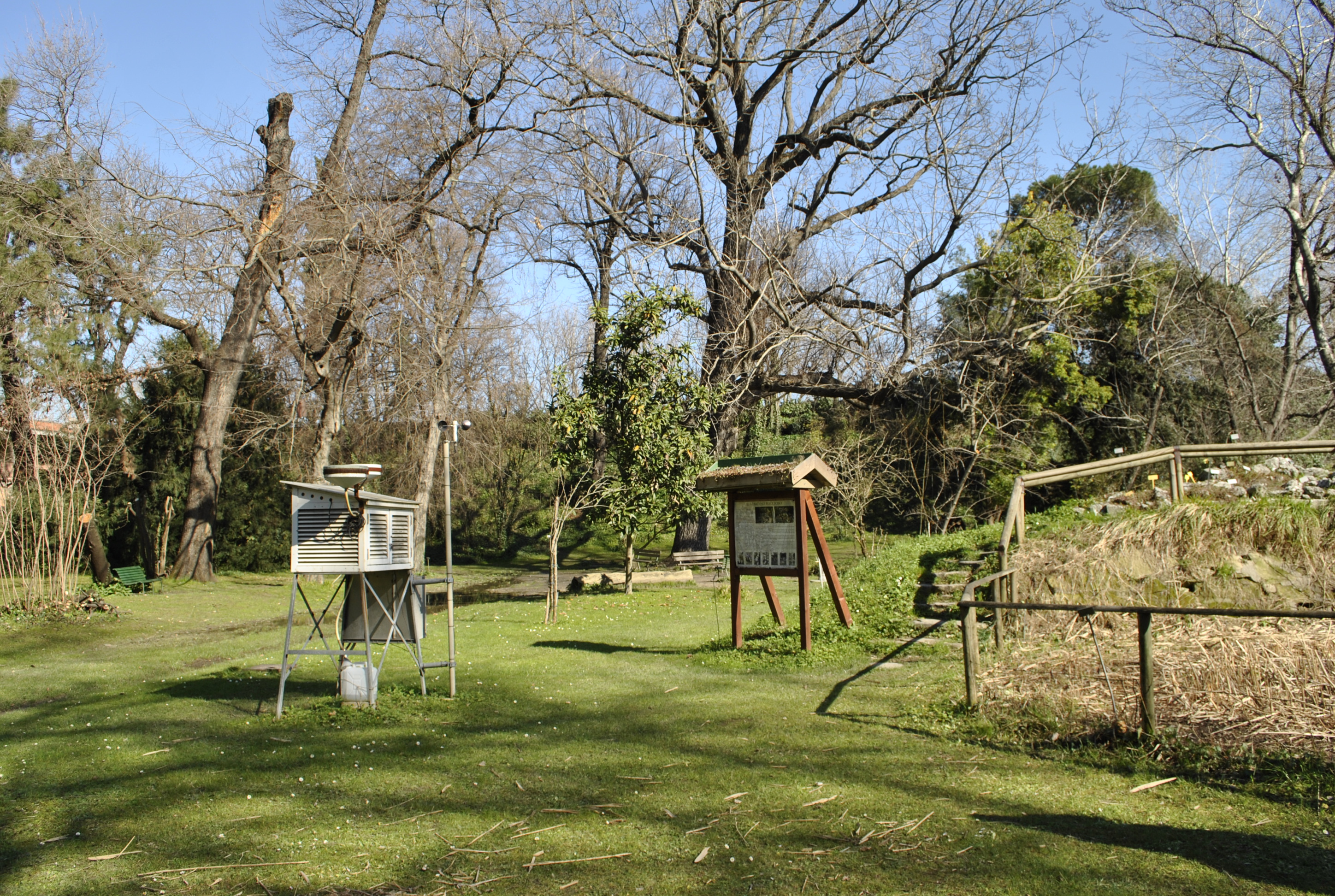
Panneau d'information et, à droite, le jardin de rocaille.